# Gerd Strack
Gerhard "Gerd" Strack (Colônia, 1 de setembro de 1955 – 21 de maio de 2020) foi um futebolista profissional alemão que atuava como defensor.

## Carreira
Strack atuou no Colônia, com o qual conquistou três vezes a Copa da Alemanha (1977, 1978 e 1983) e uma Bundesliga (1978).
Integrou a Seleção Alemã-Ocidental de Futebol na Eurocopa de 1984, na França.

## Morte
Morreu no dia 21 de maio de 2020, aos 64 anos, de ataque cardíaco.